# Matevž Skok
Matevž Skok (Celje, Slovenija, 2. rujna 1986.) je slovenski rukometni vratar i nacionalni reprezentativac.

## Karijera
Skok je rukometnu karijeru započeo 2001. godine u velenjskom Gorenju s kojim je u deset godina osvojio slovensko prvenstvo (2009.) dok je u sezoni 2003./04. igrao polufinale Kupa pobjednika kupova a 2008./09. finale Kupa EHF. Naon toga, igrač potpisuje za Celje gdje u posljednje dvije sezone osvaja dvostruku nacionalnu krunu.
Prvi inozemni transfer ostvaruje 2015. kada postaje članom njemačkom TuS Nettelstedt-Lübbecka u kojem je proveo svega jednu sezonu. Prema njegovim riječima, "epizoda u Bundesligi nije najbolje završila a klub nažalost nije bio onakav kakvom sam se nadao". Međutim, jer je Filip Ivić, tadašnji vratar Zagreba otišao u redove poljskog Kielcea, Skoku se ukazala prilika. Na preporuku trenera Veselina Vujovića, klub je doveo Matevža koji se ondje pridružio sunarodnjacima Darku Cingesaru i Davidu Miklavčiču. Ondje je Skok bio važna karika momčadi a nakon godinu i pol napustio je klub te tri dana nakon europskog prvenstva 2018. potpisao za lisabonski Sporting čime je Zagreb ostao na svega dvojici vratara (Kastelicu i Joviću). Portugalci su doveli Skoka kao zamjenu za tada ozlijeđenog Mateja Ašanina.
Kao slovenski reprezentativac osvojio je svjetsku broncu 2017. u Francuskoj tijekom dramatične utakmice u kojoj je Hrvatska vodila s osam golova razlike dvadeset minuta prije kraja.

## Vanjske poveznice
- Profil rukometaša na Sports-reference.com  Arhivirana inačica izvorne stranice od 1. rujna 2019. (Wayback Machine)